# اریک بکمن
اریک بکمن (سوئدی: Eric Backman؛ ۱۸ مه ۱۸۹۶ – ۲۹ ژوئن ۱۹۶۵) ورزشکار دو و میدانی اهل سوئد بود.
وی در مسابقات کشوری و بین‌المللی در مجموع برندهٔ ۱ مدال نقره، ۳ مدال برنز شده‌است.